# Acacia leucophaea
Acacia leucophaea är en ärtväxtart som beskrevs av Carl Ludwig von Willdenow. Acacia leucophaea ingår i släktet akacior, och familjen ärtväxter. Inga underarter finns listade i Catalogue of Life.